# NGC 1337
NGC 1337 је спирална галаксија у сазвежђу Еридан која се налази на NGC листи објеката дубоког неба.
Деклинација објекта је - 8° 23' 18" а ректасцензија 3h 28m 5,6s. Привидна величина (магнитуда) објекта NGC 1337 износи 11,9 а фотографска магнитуда 12,6. Налази се на удаљености од 15,441 милиона парсека од Сунца. NGC 1337 је још познат и под ознакама MCG -2-9-42, PGC 12916.